# Igrejas Reformadas Livres da América do Norte
As Igrejas Reformadas Livres da América do Norte - IRLAN - (em inglês Free Reformed Churches of North America) formam de uma denominação reformada continental, estabelecida em 1944, nos Estados Unidos e no Canadá, por imigrantes holandeses, membros da Igrejas Cristãs Reformadas na Holanda, após a Segunda Guerra Mundial. 

## História

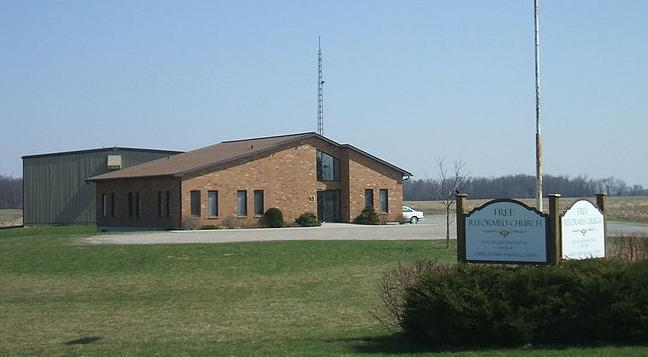
Igreja Reformada Livre de Bornholm.

Devido a Segunda Guerra Mundial, diversos holandeses se mudaram para os Estados Unidos e Canadá. Nestes países, muito imigrantes tornaram membros da Igreja Cristã Reformada na América do Norte e da Igreja Reformada na América, igrejas reformadas, de tradição holandesa.
Todavia, alguns grupos de imigrantes, insatisfeitos com estas denominações começaram a estabelecer igrejas não ligadas a elas.
Em 1944, imigrantes ligados às Igrejas Cristãs Reformadas na Holanda começaram plantar novas igrejas em Grand Rapids, Ontario, Alberta e Columbia Britânica.
Simultaneamente, os holandeses ligados às Igrejas Reformadas Liberadas formaram as Igrejas Reformadas Canadenses e Americanas em 1950.
Em 1974, o grupo de igrejas holandesas já tinha cerca de 3.000 membros. Neste ano a denominação adotou o nome atual.
Em 1995, foi fundado, em Grand Rapids, Michigan, o Seminário Teológico Reformado Puritano, dirigido coletivamente pelas IRLAN e Congregações de Herança Reformada (CHR), outra denominação reformada na América do Norte.
Nas décadas de 2010 e 2020 há um diálogo entre as IRLAN e as CHR, com o objetivo de unificação entre as denominações.

## Estatísticas
| Ano  | Igrejas | Membros |
| ---- | ------- | ------- |
| 2012 | 21      | 4.689   |
| 2018 | 22      | 5.139   |
| 2020 | 22      | 5.416   |
| 2021 | 23      | 5.403   |
| 2022 | 23      | 5.420   |

Em 2012, a denominação tinha 21 igrejas e 4.689. Seis anos depois, em 2018, a denominação divulgou estatísticas de 22 igrejas e 5.139 membros. Sendo assim, teve um crescimento de 9,59% em seis anos.
Em 2020, a denominação estimou ser formada por 5.416 membros, em 22 igrejas.
Em outubro de 2021, a denominação relatou ser formada por 5.403 membros, em 23 igrejas e congregações.
Em 2022, o número de membros da denominação cresceu para 5.420.

## Doutrina
As IRLAN adotam as Três Formas da Unidade (Catecismo de Heidelberg, Confissão Belga e Cânones de Dort) como sua doutrina oficial. A denominação defende a Inerrância bíblica e se opõe a ordenação de mulheres.

## Relações Intereclesiásticas
A denominação é membro do Conselho Norte-Americano Presbiteriano e Reformado e da Conferência Internacional das Igrejas Reformadas.
Desde a década de 2010 há um diálogo contínuo entre as IRLAN e as Congregações de Herança Reformada, com o objetivo de formar uma só denominação. Outro contato ecumênico foi estabelecido com as  Igrejas Reformadas Unidas na América do Norte em 2018.